# 京都府道408号郷ノ口室河原線
京都府道408号郷ノ口室河原線（きょうとふどう408ごう ごうのぐちむろがわらせん）は、京都府亀岡市から南丹市に至る一般府道である。

## 概要
亀岡市旭町から南丹市八木町室河原に至る。
八木町地区の中部と北西部を結ぶ。

### 路線データ
- 起点：亀岡市旭町（三俣交差点、国道477号交点）
- 終点：南丹市八木町木原（吉富交差点、国道9号交点、京都府道454号竹井室河原線終点）

## 路線状況

### バイパス
- 南丹市八木町船枝
- 南丹市八木町美里から室河原まで

### 道路施設

#### 橋梁
- 三俣橋（三俣川、亀岡市）
- 新庄橋（大堰川、南丹市）
- 美室橋（園部川、南丹市）

## 地理

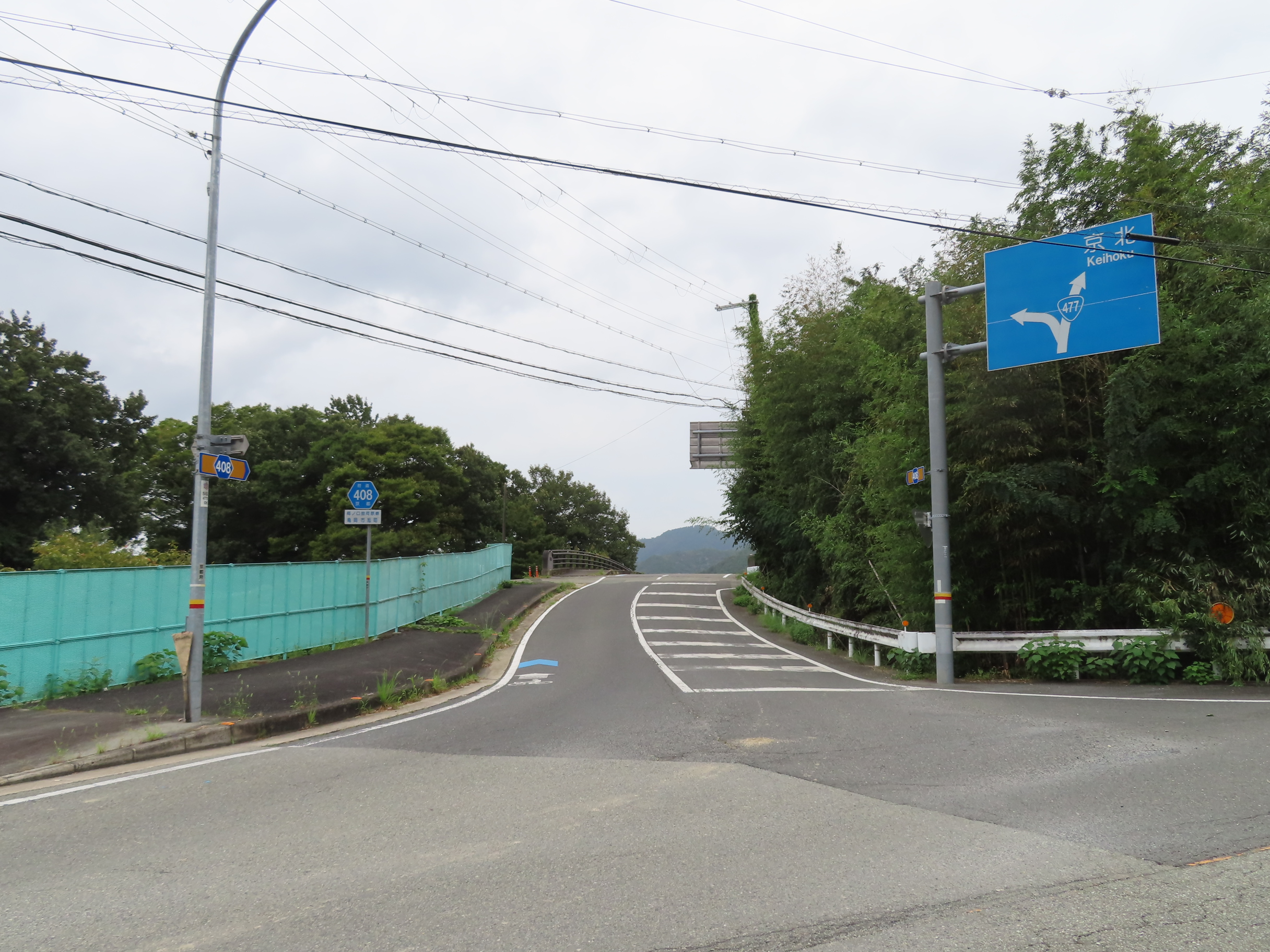
京都府道408号郷ノ口室河原線
（亀岡市旭町）

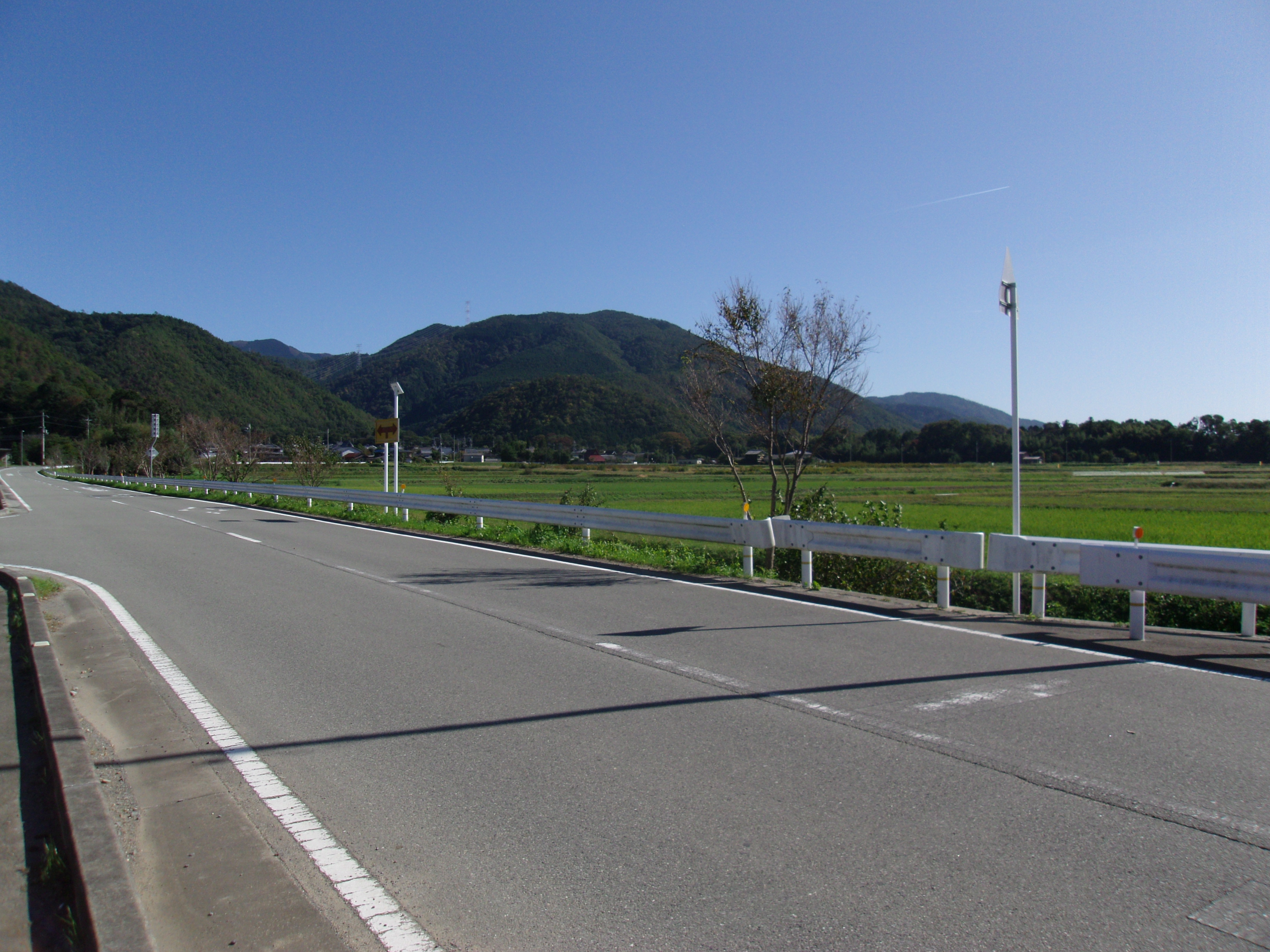
京都府道408号郷ノ口室河原線
（南丹市八木町）

### 通過する自治体
- 京都市
  - 亀岡市 - 南丹市

### 交差する道路
| 交差する道路                                     | 市町村名 | 交差する場所 | 交差する場所      |
| ------------------------------------------------ | -------- | ------------ | ----------------- |
| 国道477号                                        | 亀岡市   | 旭町         | 三俣交差点 / 起点 |
| 京都府道25号亀岡園部線                           | 南丹市   | 八木町室橋   |                   |
| 京都府道451号吉富八木線                          | 南丹市   | 八木町室河原 | 室河原交差点      |
| E9 京都縦貫自動車道 / 国道478号                  | 南丹市   | 八木町室河原 | 8 八木西IC        |
| 国道9号 国道477号 重複 京都府道454号竹井室河原線 | 南丹市   | 八木町木原   | 吉富交差点 / 終点 |

### 沿線
- 天照皇大神宮
- 真神寺
- 八木農村観光公園 氷室の郷
- 大送神社
- 南丹市立新庄小学校
- 男前豆腐店本社・京都工場
- 雪印メグミルク 京都工場
- JR西日本山陰本線 吉富駅